# Indian Police Medal
De Indian Police Medal was een Britse koloniale onderscheiding. De medaille werd toegekend voor dapperheid in het Indische politiekorps in het uitgestrekte Brits-Indië. In 1947 werd Brits-Indië onafhankelijk.
Het is mogelijk dat de medaille ook werd geslagen voor het onafhankelijk geworden Dominion van India, van 1947 tot 1950 een dominion binnen het Gemenebest.
De medaille werd ingesteld op 23 februari 1932 in een Koninklijk Besluit ("Royal Warrant") van koning George V, keizer van India. In december 1944 werd het besluit genomen om de Indian Police Medal in het vervolg in twee uitvoeringen uit te reiken: voor moed ("gallantry") of voor verdiensten ("distinguished service"). Deze praktijk sloot aan bij de wijze waarop in de rest van het Britse Rijk politiemedailles werden verleend.
Een besluit van 1 mei 1948 regelde de toekenning van de Indian Police Medal in de pas gestichte Dominion of India. Of de Indiase regering, die niets van Britse inmenging in India's bestuur wilde weten en het bestaan van de orden en medailles van de Britse kroon negeerde, de medaille ook in deze vorm heeft uitgereikt is onbekend. Na het uitroepen van de Republiek India in 1951 werd de Indiase Police Medal for Gallantry ingesteld.

## De medaille
De ronde bronzen medaille werd met een eenvoudige bronzen gesp aan zijden lint op de linkerborst gedragen. Op de voorzijde stond van 1932 tot 1947 het portret van Koning George VI met het rondschrift:
GEORGIVS VI D: G: BR: OMN: REX ET INDIAE IMP:
In 1947 verviel de titel Keizer van India. Nadat de parlementen van het Verenigd Koninkrijk en de Dominions de Koninklijke titel bij wet hadden gewijzigd werd dit veranderd in:
GEORGIVS VI DEI GRA: BRITT: OMN: REX FID: DEF: Æ
Technisch gezien was de Britse koning het staatshoofd van India. De diameter is 36 millimeter.
Op de keerzijde staat de tekst "INDIAN POLICE" binnen een lauwerkrans die met een lint met de opdracht "FOR GALLANTRY" of "FOR DISTINGUISHED SERVICE" is samengebonden.
Het 34 millimeter brede lint is donkerblauw met een 10 millimeter brede middenstreep. De medailles voor dapperheid werden na 1944 voorzien van een witte streep op de blauwe bies.
Tussen 1948 en 1950 werd de Indian Police Medal "for Bravery" 81 maal verleend. Tweemaal ging het om een gesp op het lint van een eerder verleende medaille.